# Campeonato Europeo de Hockey sobre Hierba Masculino de 2017
El XVI Campeonato Europeo de Hockey sobre Hierba Masculino se celebró en Ámsterdam (Países Bajos) entre el 19 y el 27 de agosto de 2017 bajo la denominación EuroHockey Masculino 2017. El evento fue organizado por la Federación Europea de Hockey sobre Hierba (EHF) y la Federación Neerlandesa de Hockey sobre Hierba. Paralelamente se celebró el XIII Campeonato Europeo de Hockey sobre Hierba Femenino. Los partidos se realizaron en el Estadio Wagener de la capital neerlandesa.
Un total de ocho selecciones nacionales afiliadas a la EHF compitieron por el título de campeón europeo, cuyo anterior portador era el equipo de los Países Bajos, vencedor del EuroHockey 2015.
La selección de los Países Bajos se adjudicó la medalla de oro al derrotar en la final al equipo de Bélgica con un marcador de 4-2. En el partido por el tercer puesto el conjunto de Inglaterra venció al de Alemania.

## Grupos
| Grupo A      | Grupo B    |
| ------------ | ---------- |
| Bélgica      | Inglaterra |
| Países Bajos | Alemania   |
| España       | Polonia    |
| Austria      | Irlanda    |

## Fase preliminar
- Todos los partidos en la hora local de Ámsterdam (UTC+2).

### Grupo A
| Equipo       | J | G | E | P | GF | GC | DG | PTS |
| ------------ | - | - | - | - | -- | -- | -- | --- |
| Países Bajos | 3 | 2 | 0 | 1 | 13 | 6  | +7 | 6   |
| Bélgica      | 3 | 2 | 0 | 1 | 9  | 3  | +6 | 6   |
| España       | 3 | 1 | 1 | 1 | 5  | 9  | -4 | 4   |
| Austria      | 3 | 0 | 1 | 2 | 3  | 12 | -9 | 1   |

- Resultados

| Fecha | Hora  | Partido      | Partido | Partido      | Resultado |
| ----- | ----- | ------------ | ------- | ------------ | --------- |
| 19.08 | 17:00 | Bélgica      | -       | Austria      | 4-1       |
| 19.08 | 20:00 | Países Bajos | -       | España       | 7-1       |
| 21.08 | 12:30 | España       | -       | Austria      | 2-2       |
| 21.08 | 20:00 | Bélgica      | -       | Países Bajos | 5-0       |
| 23.08 | 17:00 | España       | -       | Bélgica      | 2-0       |
| 23.08 | 20:00 | Países Bajos | -       | Austria      | 6-0       |

### Grupo B
| Equipo     | J | G | E | P | GF | GC | DG  | PTS |
| ---------- | - | - | - | - | -- | -- | --- | --- |
| Alemania   | 3 | 2 | 1 | 0 | 12 | 7  | +5  | 7   |
| Inglaterra | 3 | 2 | 0 | 1 | 11 | 5  | +6  | 6   |
| Irlanda    | 3 | 1 | 1 | 1 | 9  | 4  | +5  | 4   |
| Polonia    | 3 | 0 | 0 | 3 | 4  | 20 | -16 | 0   |

- Resultados

| Fecha | Hora  | Partido    | Partido | Partido    | Resultado |
| ----- | ----- | ---------- | ------- | ---------- | --------- |
| 20.08 | 09:00 | Inglaterra | -       | Polonia    | 6-0       |
| 20.08 | 15:30 | Alemania   | -       | Irlanda    | 1-1       |
| 21.08 | 14:45 | Irlanda    | -       | Polonia    | 7-1       |
| 21.08 | 17:00 | Inglaterra | -       | Alemania   | 3-4       |
| 23.08 | 12:30 | Alemania   | -       | Polonia    | 7-3       |
| 23.08 | 14:45 | Irlanda    | -       | Inglaterra | 1-2       |

## Fase final
- Todos los partidos en la hora local de Ámsterdam (UTC+2).

|  | Semifinales  | Semifinales  |   |            | Final        | Final        |  |
|  | 25 de agosto | 25 de agosto |   |            | 27 de agosto | 27 de agosto |  |
|  |              |              |   |            |              |              |  |
|  |              |              |   |            |              |              |  |
|  | Países Bajos | 3            |   |            |              |              |  |
|  | Inglaterra   | 1            |   |            |              |              |  |
|  |              |              |   |            |              |              |  |
|  |              |              |   |            |              |              |  |
|  |              |              |   |            | Países Bajos | 4            |  |
|  |              | Bélgica      | 2 |            |              |              |  |
|  |              |              |   |            |              |              |  |
|  |              |              |   |            |              |              |  |
|  |              |              |   |            | Tercer lugar |              |  |
|  |              |              |   |            |              |              |  |
|  | Alemania     | 2            |   | Inglaterra | 4            |              |  |
|  | Bélgica      | 4            |   |            | Alemania     | 2            |  |

### Semifinales
| Fecha | Hora  | Partido      | Partido | Partido    | Resultado     |
| ----- | ----- | ------------ | ------- | ---------- | ------------- |
| 25.08 | 17:00 | Alemania     | -       | Bélgica    | 2-2 pen (0-2) |
| 25.08 | 20:00 | Países Bajos | -       | Inglaterra | 3-1           |

### Tercer lugar
| Fecha | Hora  | Partido    | Partido | Partido  | Resultado |
| ----- | ----- | ---------- | ------- | -------- | --------- |
| 27.08 | 13:30 | Inglaterra | -       | Alemania | 4-2       |

### Final
| Fecha | Hora  | Partido      | Partido | Partido | Resultado |
| ----- | ----- | ------------ | ------- | ------- | --------- |
| 27.08 | 16:00 | Países Bajos | -       | Bélgica | 4-2       |

### Grupo C – clasificación del 5.º al 8.º lugar
| Equipo  | J | G | E | P | GF | GC | DG | PTS |
| ------- | - | - | - | - | -- | -- | -- | --- |
| España  | 3 | 2 | 1 | 0 | 5  | 3  | +2 | 7   |
| Irlanda | 3 | 1 | 1 | 1 | 9  | 4  | +5 | 4   |
| Austria | 3 | 0 | 3 | 0 | 5  | 5  | 0  | 3   |
| Polonia | 3 | 0 | 1 | 2 | 3  | 10 | -7 | 1   |

- Resultados

| Fecha | Hora  | Partido | Partido | Partido | Resultado |
| ----- | ----- | ------- | ------- | ------- | --------- |
| 25.08 | 12:30 | Austria | -       | Polonia | 1-1       |
| 25.08 | 14:45 | España  | -       | Irlanda | 1-0       |
| 27.08 | 09:00 | España  | -       | Polonia | 2-1       |
| 27.08 | 11:00 | Irlanda | -       | Austria | 2-2       |

## Medallero
| Países Bajos | Bélgica | Inglaterra |
| Seve van Ass Sander Baart Billy Bakker Pirmin Blaak Thierry Brinkman Jorrit Croon Jonas de Geus Bjorn Kellerman Robbert Kempermann Joep de Mol Mirco Pruyser Glenn Schuurman Sam van der Ven Valentin Verga Bob de Voogd Mink van der Weerden Sander de Wijn Floris Wortelboer | Gauthier Boccard Tom Boon Thomas Briels Cédric Charlier Arthur De Sloover Félix Denayer Sébastien Dockier Simon Gougnard Alexander Hendrickx Amaury Keusters Loïck Luypaert Augustin Meurmans Emmanuel Stockbroekx Florent Van Aubel Arthur Van Doren Loic Van Doren Vincent Vanasch Victor Wegnez | David Ames David Condon Brendan Creed Adam Dixon Harry Gibson Mark Gleghorne David Goodfield Chris Griffiths Michael Hoare Harry Martin George Pinner Phil Roper Liam Sanford Ian Sloan Samuel Ward Henry Weir Ollie Willars |
| Max Caldas (seleccionador) | Shane McLeod (seleccionador) | Bobby Crutchley (seleccionador) |

## Clasificación general
| 1. Países Bajos CM |
| 2. Bélgica         |
| 3. Inglaterra      |
| 4. Alemania        |
| 5. España          |
| 6. Irlanda         |
| 7. Austria         |
| 8. Polonia         |